# 阿卡德帝国
阿卡德帝国（羅馬化：māt Akkadi，羅馬化：a-ga-de3KI；前2334年－前2192年）是美索不达米亚（大体为今伊拉克一带和土耳其东南部地区）地区的第一个帝国，早于该地区后来出现的巴比伦和亚述帝国，因此也被认为是史上最早的帝国。其缔造者阿卡德人为闪米特语族的一支。于前3000年前结束游牧生活，定居于被称为苏美尔的美索不达米亚南部，并建立了名为阿卡德的城邦国家。前2334年左右，阿卡德君主萨尔贡的军事征服使其在整个美索不达米亚地区建立了君主制的集权国家，结束了苏美尔持续7个世纪的城邦各自为政时代。阿卡德時代末期，受到内部叛乱、边疆独立、外敌入侵的困扰，帝国最终于前2193年末代君主去世后，在不知谁是继任者的混乱中崩溃，帝国持续时间不到150年，但它为该地区后来的诸多枭雄们树立了在整个美索不达米亚地区建立统一国家的先例。

## 历史

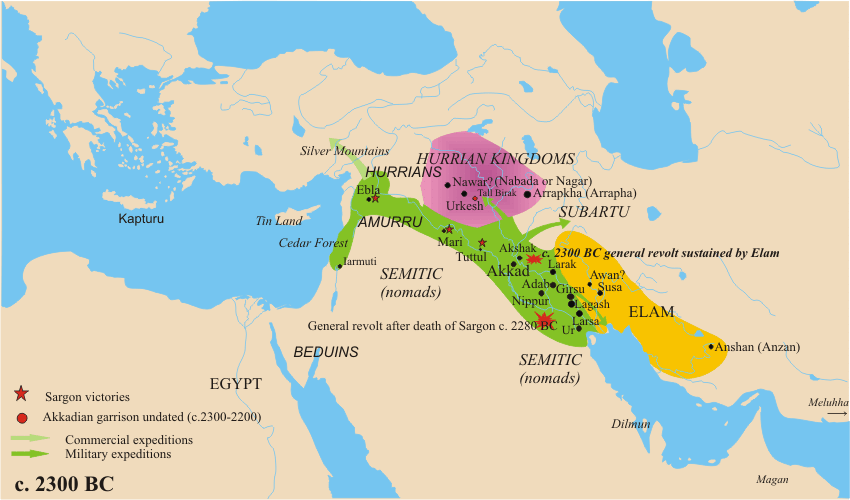
阿卡德时期地图

在早期苏美尔城邦时期，城邦之间时常战争；早期苏美尔城邦时期末年拉格什第一王朝的乌鲁卡基那在前2378年登基，但是不幸很快被温马王卢加尔扎克西武力入侵攻占，之后卢加尔扎克西迅速用武力入侵征服的办法统治了全部苏美尔地区和美索不达米亚，他自称他的帝国从波斯湾一直到地中海。
前2334年阿卡德人萨尔贡开始了他的征服历程，很快他击败并俘虏了温马王卢加尔扎克西，建立了阿卡德王朝，萨尔贡在位55年，结束了苏美尔城邦之间的常年征战，在整个美索不达米亚地区建立了第一个帝国——阿卡德帝国，都城为阿卡德。萨尔贡死后，他的两儿子先后即位，帝国发生叛乱和镇压，萨尔贡的孙子纳拉姆辛是阿卡德帝国的另一位显赫君主，他于前2292年左右即位，在位36年，平息了内部叛乱，并发动了美索不达米亚周围地区的征战，阿卡德帝国此时东部和北部的疆域，由库尔德斯坦和土耳其南部石壁上的雕刻表明。阿卡德帝国从萨尔贡开始，到其子理木什和梅尼希吐斯，再到纳拉姆辛和他的儿子沙尔卡利沙利结束，共经历5位国王，前后不到200年时间，美国宾夕法尼亚大学博物馆的学者理查德·赛特勒（Richard L. Zettle）等人对阿卡德帝国末期有不同的研究结论，主要不同之处在于帝国由于混乱而崩溃后还有另两位国王统治了大大缩小的阿卡德40年。帝国一度向东征服埃兰的一部，向西征服幼发拉底河中游的马里和叙利亚古国埃卜拉，打开了通往地中海的商路，并与南方的波斯湾国家进行了战争，发展了同古代的印度河河谷、阿曼和巴林的海上贸易。

## 研究史
由于阿加德遗址至今未被发现，所以对其历史，主要依靠相对比较丰富的铭文来弥补。但同时代的埃卜拉遗址在1964年开始被意大利考古学家所发现，提供丰富的侧面资料。埃卜拉位于现叙利亚境内，是一个从前3000年就起就存在的商业古国，其鼎盛期为前2400年左右，它曾战胜位于美索不达米亚北部，不愿承认它霸主地位的马里，但是它的实力无法与强盛的阿卡德王国相比。
学者们一般认为，前2275年左右，埃卜拉为纳拉姆辛时期的阿卡德所毁，也有些学者认为它毁于更早的萨尔贡大帝时代。大火毁灭了埃卜拉，但也留下了其遗址，数千年来无人打擾。在遗址中的一个档案馆中，意大利考古学家发现了2万多块被大火烤焦的泥板书，现在称为埃勃拉文书，上面刻满了楔形文字。
其中记载了埃卜拉是一个26万人的城邦，2.2万人住在城内，该城邦由1.17万名专业行政人员管理，其中4700人在4座巨大的宫殿内供职，其余人则散居于边远的居民点和遥远的殖民地。这些官员控制着以纺织品和金属的生产和出口为主的先进的工业经济。城邦中大量饲养绵羊，仅国王一人就有8万头，该城周围的灌溉农田中种植着亚麻，羊毛和亚麻为纺织品提供了丰富的原料。埃卜拉的货物曾运抵古代近东的大部分地区，包括美索不达米亚的马里和亚述尔，北方至安纳托利亚南至巴勒斯坦，海运货物抵达黎巴嫩海岸的比布鲁斯，可能再从那里出口埃及。

## 语言
阿卡德人的语言阿卡德语是闪米特语的一个分支，与今天的阿拉伯语、埃塞俄比亚语和希伯来语是远亲。阿卡德人于前3000年之前定居苏美尔北部，经过长时期的交流，其农业生产技术和城市生活方式已经与苏美尔人完全相同，不同的仅是语言。虽然口语不同于苏美尔语，但阿卡德语采用了苏美尔语的楔形文字用于书写，出土的最早的阿卡德语铭文为公元前2450年所写，随着美索不达米亚併为一个国家，阿卡德语成为行政文书用语。但苏美尔语仍长期存在于文学、历史和神庙等各种场合。

## 君主

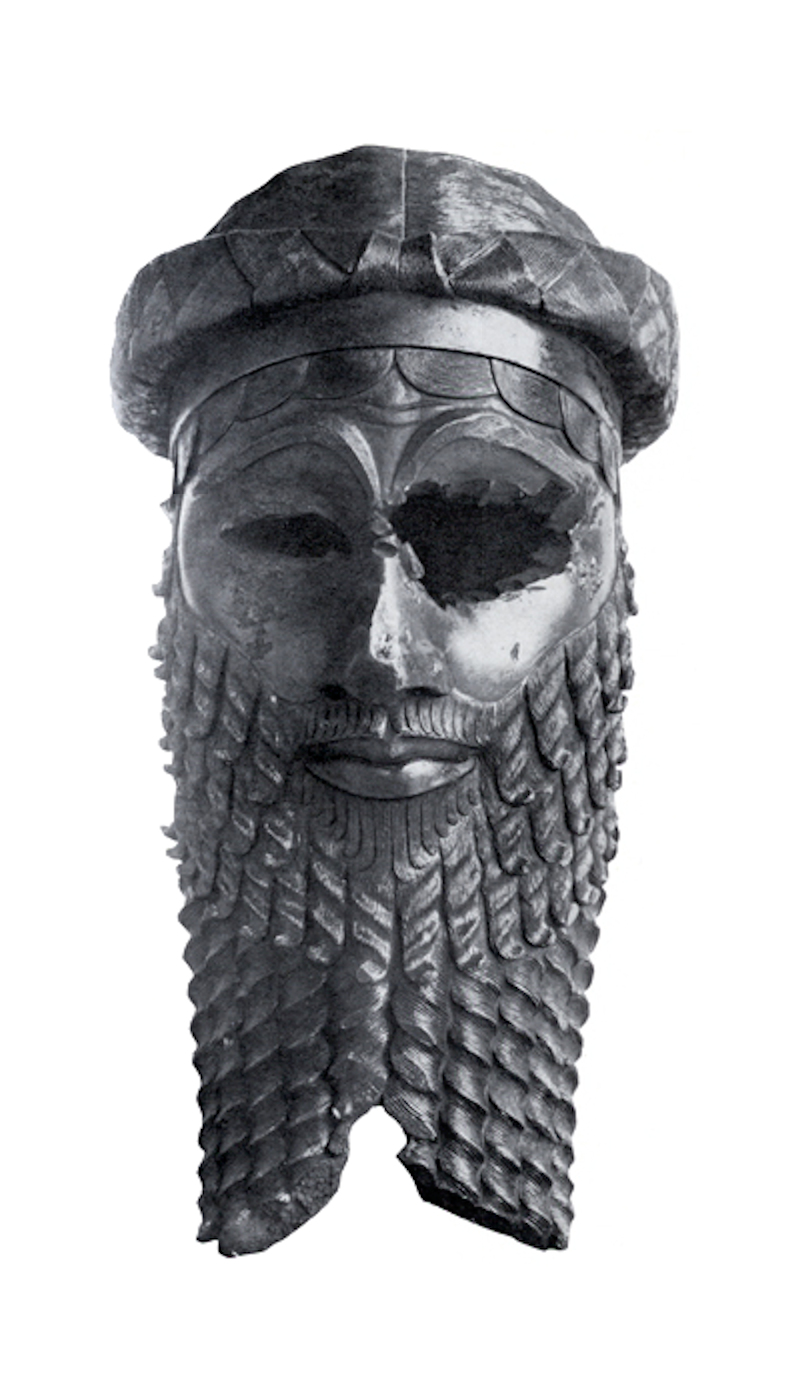
阿卡德统治者头像，青铜，高36.5公分，前2300年－前2200年，尼尼微出土，巴格达伊拉克國家博物館

萨尔贡可能是一位篡权者，因为“萨尔贡”一词来源于《旧约全书》，代表阿卡德语中的“沙鲁基努”，意思为“合法的”或“正统的君主”，通常一位正常继位的君主不会使用这样一个称号。萨尔贡因为建立的美索不达米亚帝国，成为后来亚述和巴比伦君主效仿的偶像。
以至1500年后，公元前7世纪的亚述文书仍在抄录他的事迹，这则以萨尔贡自述笔调留下的泥板书是这样写的：「我母亲是一位大祭司，我不知道父亲是谁。母亲怀了我，偷偷将我生下。她把我放入用灯芯草编织的篮子里，用沥青封盖，随后把我抛入河中，但河水并未淹没我。」
薩爾貢從聖經中的出處亦包括寧錄（Nimrod），是含（Ham）的後代，此出處時間點較為吻合。根據創世紀第十章第十節，「他首先在示拿地區的巴別、以力、亞甲、甲尼各地建國（亞甲[Accad]即阿卡德[Akkad]）」。
萨尔贡的身世與《聖經》中带领犹太人走出埃及的摩西，具有惊人的相似，因此引起学者的极大关注。为了统治古老的苏美尔人，萨尔贡，这位阿卡德人君主，熟练的运用了权力与宗教的结合，他自封“太阳神安努选定的祭司”、“恩利尔伟大的统治者”——这是苏美尔城邦的君主们自古以来就使用的称号；他还给自己的女儿起了一个苏美尔名字——恩希杜安纳，并任命她为乌尔月神的大祭司，她用无可挑剔的苏美尔语撰写献给伊南娜的圣歌，并成为历史上第一位，后人既知其名又知其作品的作家。
萨尔贡大帝的孙子纳拉姆辛也是一名强大的征服者，但是他很罕见的将自己称为神。这位神－国王在位时间的大部分年头里不断征战，甚至在一尊雕像的铭文中记载，纳拉姆辛一年竟打了9次胜仗。不过在几百年后的史诗《阿加德的诅咒》中，纳拉姆辛被描写为一悲剧式的英雄，阿卡德的灭亡被归结为纳拉姆辛触怒了大神恩利尔，他的军队侵犯了尼普尔的恩利尔神庙，恩利尔派出东方山上一个“无法无天的民族”进行了报复，级别较低的小神为平息恩利尔的怒气，诅咒了纳拉姆辛和阿卡德。

## 帝國的歷史和發展

### 覆灭
不管是什么原因，纳拉姆辛死后阿卡德帝国面临内部叛乱、边疆独立以及周边各民族的侵袭。叙利亚的阿摩利人、扎格罗斯山上的卢卢比人、及可能来自叙利亚北部的胡利安人和来自伊朗的古提人一直威胁末代君主沙尔卡利沙利。大约前2193年，末代君主去世，帝国崩溃，到处陷入无政府状态，《苏美尔王表》记载“（到底）谁是国王？谁又不是国王？伊给给是国王吗？那奴木是国王吗？伊米是国王吗？艾路路是国王吗？”古提人在混乱中进入这个国家，阿卡德帝国灭亡，都城阿加德被毁，考古学家至今尚未找到其遗址。

## 雕刻艺术

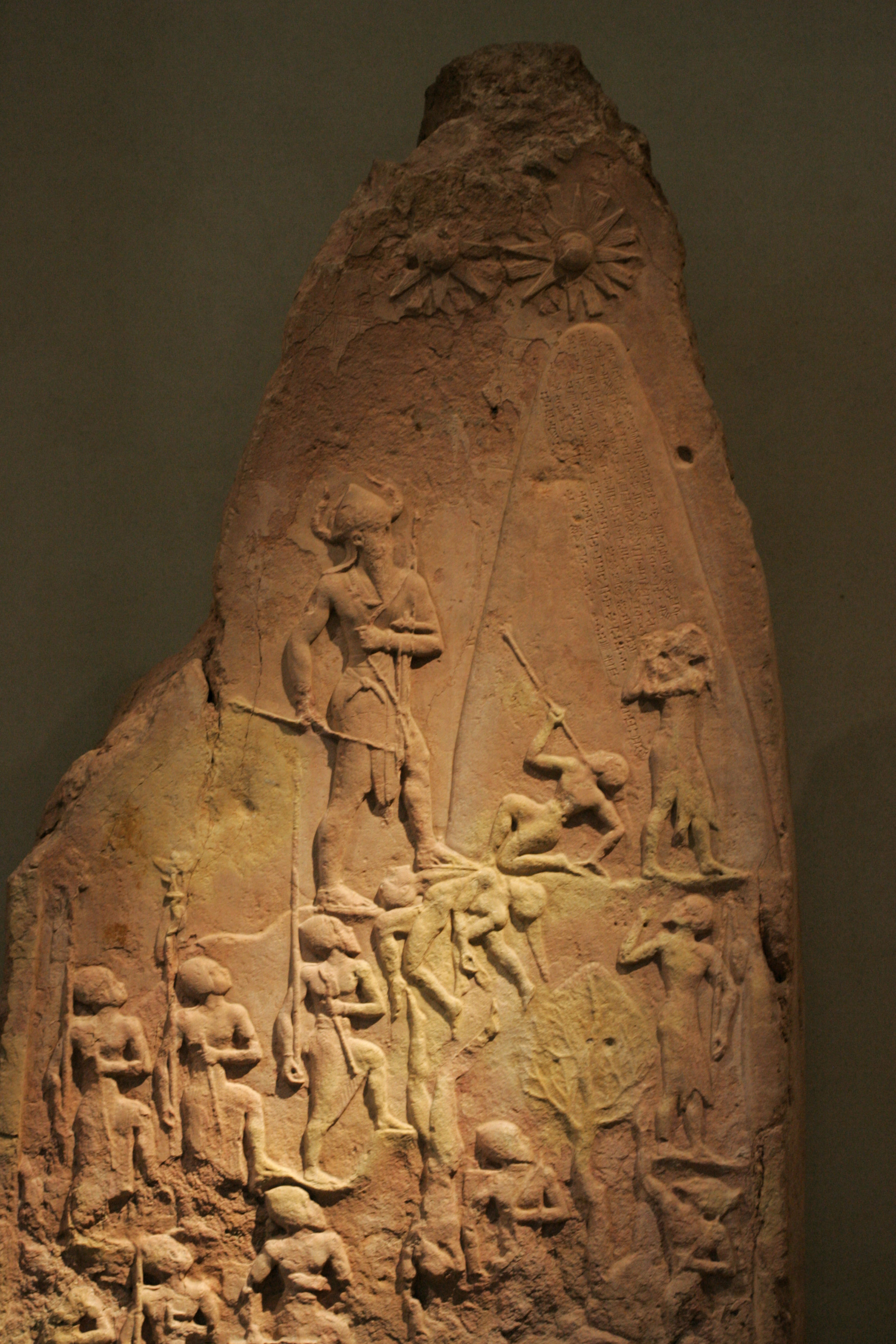
纳拉姆辛记功碑，红砂岩，阿卡德时期，前2500年－前2000年，苏萨出土，卢浮宫

阿卡德时期的雕刻艺术，比早王朝时代进步得多。原因可能是第三位国王，萨尔贡之子梅尼希吐斯对雕刻艺术具有极浓烈的兴趣。他曾从海上远征到遥远的小亚细亚，并从那里运来闪长岩，这是一种软硬度非常适合雕刻的岩石。上图为一尊青铜头像，根据国王特有的发型判断为一名君主，不过具体是哪位存在争议，可能是萨尔贡，也可能是纳拉姆辛，头像的嘴唇、鼻孔、脸颊和眼窝部分的现实主义手法和早期的粗糙雕塑已经截然不同。右图为著名的纳拉姆辛记功碑，它记载了纳拉姆辛远征山区民族凯旋的事迹，身材几乎是敌人两倍高，头戴牛角帽的是自称为神的纳拉姆辛，牛角帽是神的象征，画面中脚踩敌人的纳拉姆辛位于画面中央，前进的士兵和哀求的敌人都注视着他，上方的星星是神的象征，树木和山石作为自然景观与人物融为一体是艺术史上的首创。但在这以后1500年的近东艺术中，再也没有发现过类似的石碑浮雕。

## 附註
- 阿卡德帝國樹立了在整個美索不達米亞地區建立統一國家的先例，地位類似結束蘇美爾城邦時代的盧加爾扎克西。

## 阿卡德帝国王表
| 阿卡德王朝   |                           |                             |
| 萨尔贡       | 基什王：前2358年-前2335年 | 统一全国：前2334年-前2280年 |
| 瑞穆什       | 前2279年－前2270年        | 萨尔贡之子                  |
| 玛尼什图苏   | 前2270年－前2255年        | 萨尔贡之子                  |
| 纳拉姆辛     | 前2255年－前2218年        | 萨尔贡之孙                  |
| 沙尔卡利沙瑞 | 前2218年－前2193年        |                             |